# 古市幸子
古市 幸子（ふるいち さちこ、1973年7月21日 - ）は、日本テレビの社員で元アナウンサーである。

## 経歴・人物
1973年7月21日、岡山県岡山市北区生まれ。三姉弟の長女。実家は岡山市北区表町のトミヤ時計店グループを経営している。
岡山大安寺高校、明治学院大学法学部を卒業。戦場カメラマンの渡部陽一と大学の同期だった。古市本人の話では大学時代に渡部に面識があったとの事。
1996年（平成8年）、日本テレビにアナウンサーとして入社。同期のアナウンサーは森富美、寺島淳司、舟津宜史。中京テレビの本田恵美とはアナウンサー同期かつ親友。日本テレビ女子アナユニット・「BORA」のメンバー（他のメンバーは1年後輩の馬場典子、2年後輩の延友陽子）。
俳優の長塚京三の長女とは学生時代からの友人であり、彼女の自宅を訪れたことがある。その縁で友人の父である長塚京三、その子息の長塚圭史の舞台演劇を観劇に行くことが多い。
2008年（平成20年）2月17日、東京マラソンに同僚のアナウンサーらと共に出場し、5時間40分47秒で完走した。2008年（平成20年）10月より、同期の森富美が出産休暇入りすることに伴い、森アナが務めていた『太田光の私が総理大臣になったら…秘書田中。』の議長、『天才!!カンパニー』の所長、『汐留イベント部』の部次長に就任することになった（『太田総理』についてはそれ以前から、山本モナ謹慎に伴い第二秘書として出演しているが、そちらも引き続き担当していた）。
2012年6月1日付で営業局CM部に異動。アナウンサーとしての最後の仕事は5月30日に行われた「読響シンフォニックライブ公開録画」での司会であった。
2013年6月1日付で営業局首都圏営業部に異動。
2020年12月時点では編成局イベント事業部に所属。イベントプロデューサーの立場でイベント事業部公式YouTubeチャンネルに出演する際には、担当する展覧会の解説・紹介も行なっている。

## アナウンサー時代の担当番組
- ズームイン!!SUPER
  - ニュースコーナー担当
  - 西尾由佳理の代理MC（2010年9月6日・7日）
- ズームイン!!朝!：お天気
- TANTOクラシック!：月一回の担当
- あさ天5
- あさ天サタデー
- 素顔が一番
- あなたと日テレ
- ザ・サンデー：芸能コーナー
- 峰竜太のホンの昼メシ前
- NNNニュースサンデー（2001年10月7日 - 2002年3月31日、2010年10月10日 - 2011年9月11日）
- NNNニュースプラス1
- NNNニュースダッシュ（月・火曜担当、2005年4月4日 - 9月27日）
- からだ元気科
- 汐留スタイル!
- いってらっしゃ〜い!（ラジオ日本）：木・金曜担当
- ラジかるッ（宮崎宣子の休暇代理）
- ニッポン旅×旅ショー
- おもいッきりイイ!!テレビ：ランチ中継
- 天才!!カンパニー：3代目所長（2008年10月4日～2012年3月31日）
- 自転車に懸ける男たち（2009年8月4日）：司会
- NNNストレイトニュース
  - 丸岡いずみの代理（2009年9月28日・29日・12月30日・31日）
  - 日曜担当（2010年10月3日 - 2012年4月1日）
  - 豊田順子の代理（2010年10月11日 - 13日）
  - 森富美の代理（2011年8月29日・30日）
  - 山下美穂子の代理（2011年12月31日）
- 情報ライブ ミヤネ屋ニュースコーナー
  - 丸岡いずみの代理（2009年9月28日・29日）
  - 豊田順子の代理（2010年10月11日 - 13日）
- 太田光の私が総理大臣になったら…秘書田中。：議長及び第二秘書
- はんにゃのこの手があったか!（2009年10月～11月）
- 汐留イベント部：5代目部次長
- シュン感!：ナレーション
- しりすぎちゃん
- スッキリ（2009年12月14日・15日、2010年2月8日 - 10日、2011年8月16日・17日）- 葉山エレーヌの代理
- NEWS ZERO（2010年10月6日 - 8日、2011年2月7日 - 10日・8月1日 - 3日、2012年1月9日・10日）- 松尾英里子の代理
- 自転車百景（2011年2月 - 3月）：ナレーション
- イブニングプレス donna（水曜、2011年4月6日 - 2012年5月30日）
- ZIP!（2011年9月1日・2日、馬場典子の代理）
- 読響Symphonic Live〜深夜の音楽会
- ぐるぐるナインティナイン：ゴチ以外の一部企画のアシスタント
- 読響シンフォニックライブ：司会
- 徳光和夫の週刊ジャイアンツ：アシスタント（2012年4月 - 5月）

## 声としての作品
- ルパン三世 炎の記憶〜TOKYO CRISIS〜（アナウンサー）
- たったひとつの恋（船内アナウンス）